# Парк культуры и отдыха (Партизанск)
Парк культуры и отдыха Дворца культуры угольщиков — городской парк в городе Партизанске, бывший памятник природы Приморского края.

## История
В 1950 году на месте огородов и свалки трестом «Сучануголь» началось строительство городского парка. В 1951—1955 годах велось строительство парка под руководством В. Ф. Гарбара, который в годы войны был его директором. В. Ф. Гарбар с 1951 по 1955 работал бригадиром строительства парка культуры угольщиков. Бригада Гарбара благоустроили и озеленила парк Дома пионеров и ряд городских скверов. В 1952 году открыт городской парк.
Парк был своего рода ботаническим садом, в котором были собраны все деревья, кустарники и дикорастущие цветы. В цветниках было высажено около 50 культурных сортов цветов. Гарбар применил зимнюю посадку деревьев: деревья в возрасте от 10 до 50 лет (а тис имел возраст 150 лет) вывозились из леса и сажались в парке, все деревья прижились. В 1954 году на горсовете сообщалось, что в парке было высажено 40 тысяч деревьев, кустарников и дикорастущих цветов. Четыре года строился купальный бассейн под открытым небом, вода в который поступала от холодных ключей.
По воспоминаниям старожила А. Лисеенко (род. 1958), в парке выше озера бил родник, фонтан появился позже; в парке стояли лодочки, цепная карусель, колесо обозрения, с которого был виден весь город; на танцплощадке вокально-инструментальные ансамбли играли музыку, во время праздников духовые оркестры играли марши, вальсы, фокстроты и танго.

### Скульптуры
Парк являлся своеобразным музеем скульптуры эпохи социализма, созданным С. Н. Горпенко. На главной аллее были установлены памятники Ленину и Сталину, статуи и бюсты В. Маяковского, М. Горького, А. Фадеева и других поэтов и писателей. На боковых аллеях установлены пара оленей, тройка лошадей и композицию «Семья» с женщиной, ребёнком и мужчиной, игравшего на гитаре.
На месте, где сейчас находится крытая сцена, в 1950-х годах стоял памятник Сталину. В середине 1950-х годов одной из первых была разбита скульптура «Тройка» в виде бегущей русской тройки лошадей. В 1970-х годах в парке ещё стояли скульптура Ленина, бюсты Горького и Маяковского, привезённые скульптуры «Женщина с веслом», стоявшая на берегу озера, и «Семейная». Сделанные из гипса статуи были недолговечны, требовали постоянного ремонта, со временем демонтировали и вывозили. В 1990-е годы из парка пропали последние скульптуры.
На лестнице стадиона «Шахтёр» стояла группа скульптур: юноши и девушка со знамёнами, и по сторонами пара физкультурников. На повороте с улицы Партизанской на Тургенева стояла скульптура пионера с горном. Среди работы скульптора сохранилась скульптура молодого шахтёра, перенесённая от училища № 17 к школе № 2, и бюст В. Маяковского, который был найден на складе водоканала и передан в городской музей.

### Снятие статуса памятника природы
В 2008 году были проведены публичные слушания по вопросу о необходимости снятия с городского парка статуса памятника природы, все шестнадцать участников слушаний единогласно проголосовали за снятие статуса, после чего вышло постановление губернатора о снятии с парка статуса памятника природы.